# Nomamyrmex esenbeckii
Nomamyrmex esenbeckii är en myrart som först beskrevs av John Obadiah Westwood 1842.  Nomamyrmex esenbeckii ingår i släktet Nomamyrmex och familjen myror.

## Underarter
Arten delas in i följande underarter:
- N. e. crassicornis
- N. e. esenbeckii
- N. e. mordax
- N. e. wilsoni

## Bildgalleri

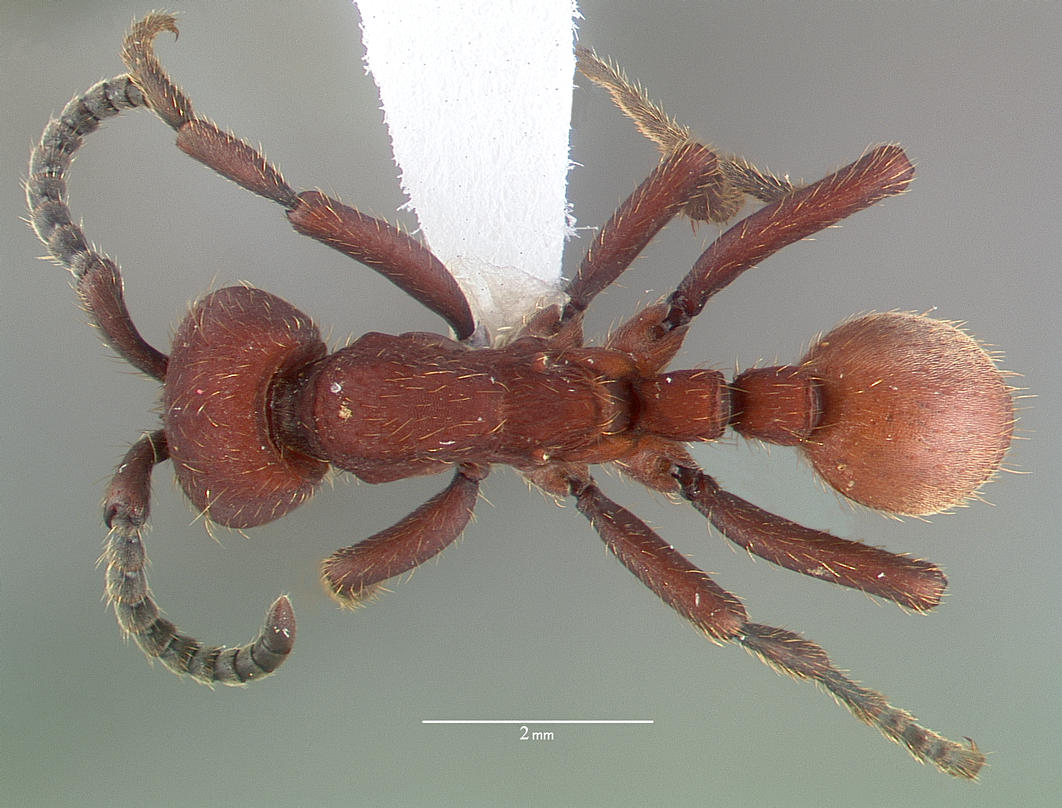
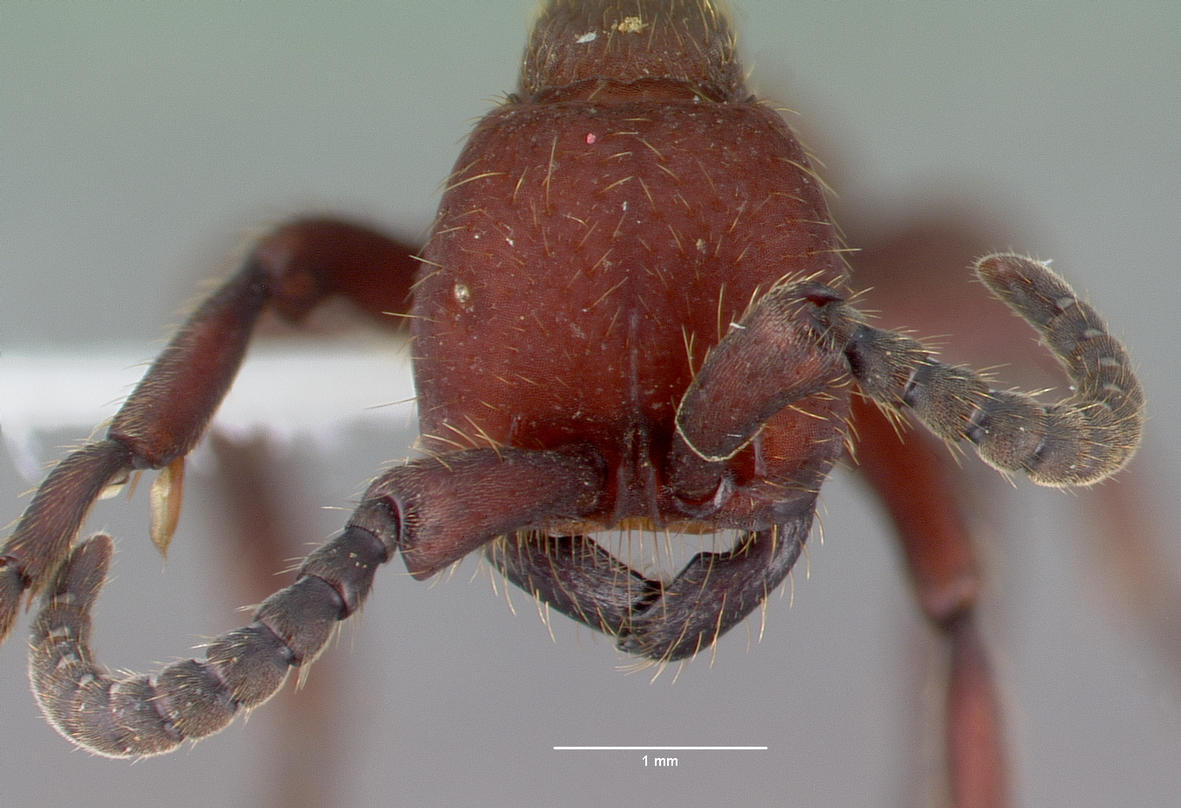
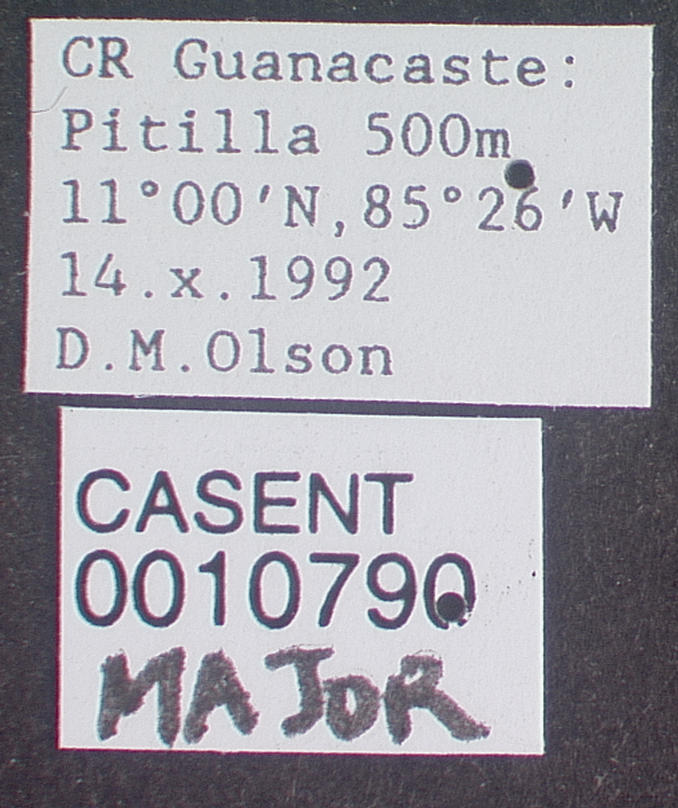
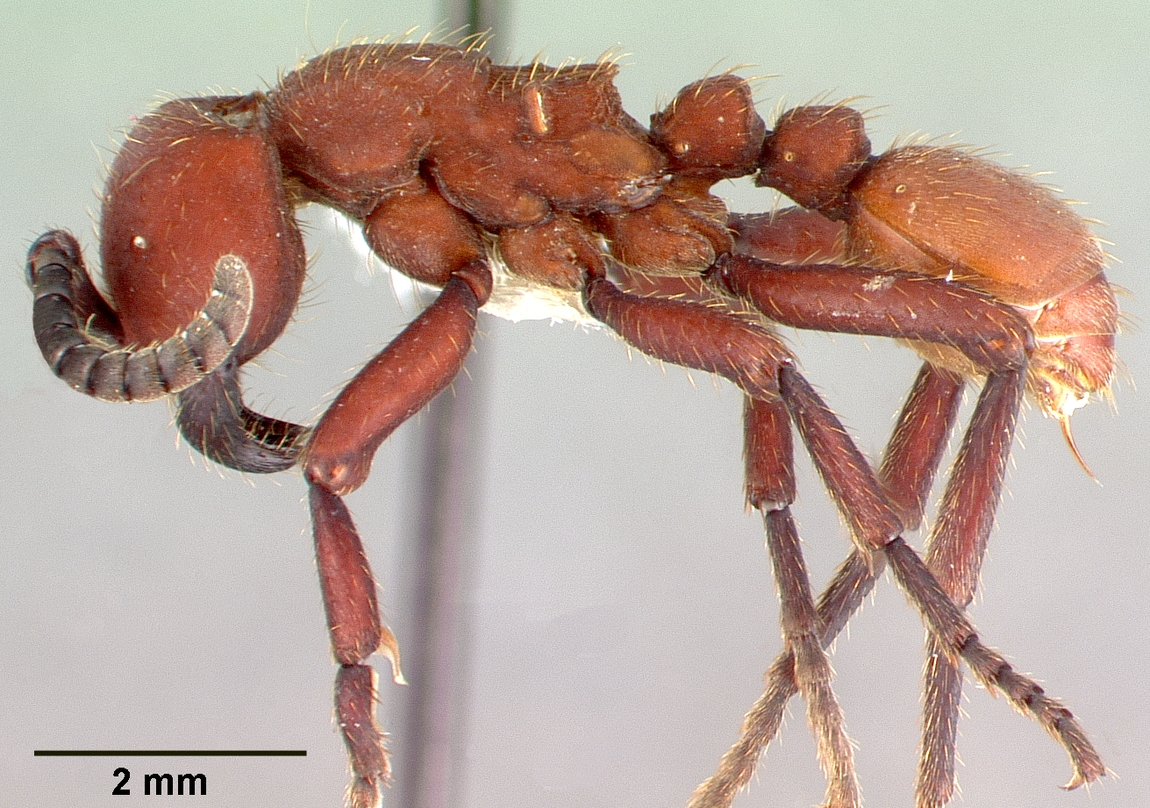
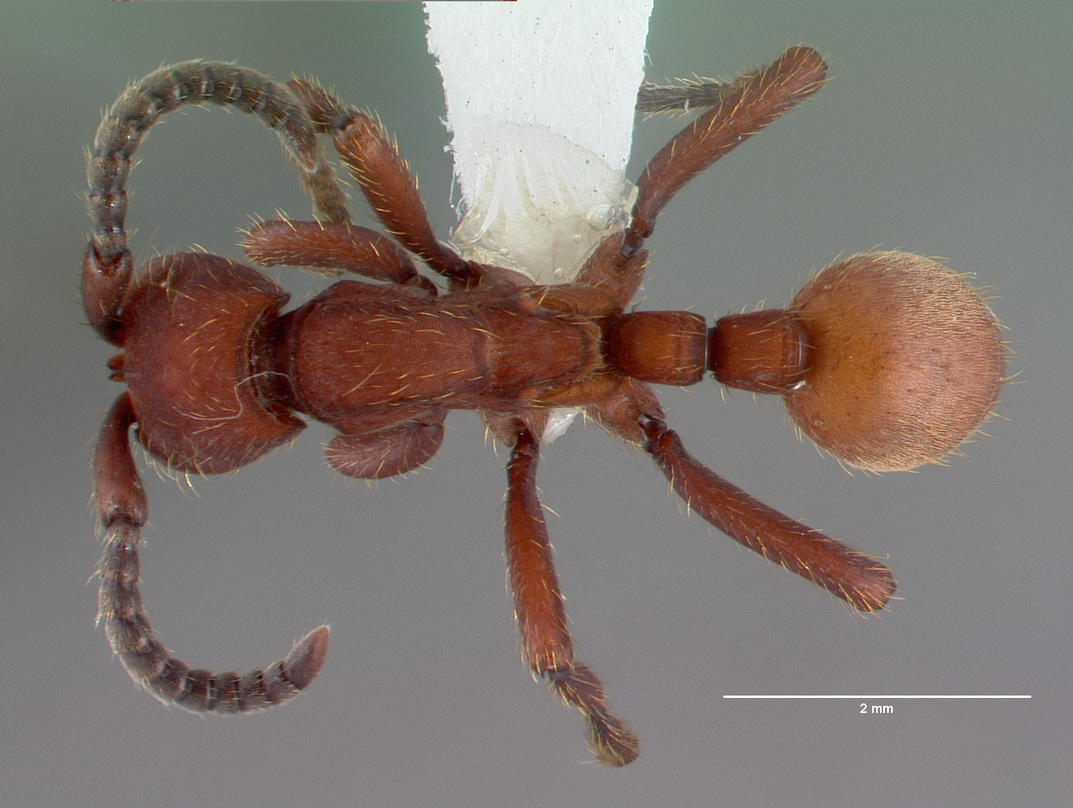
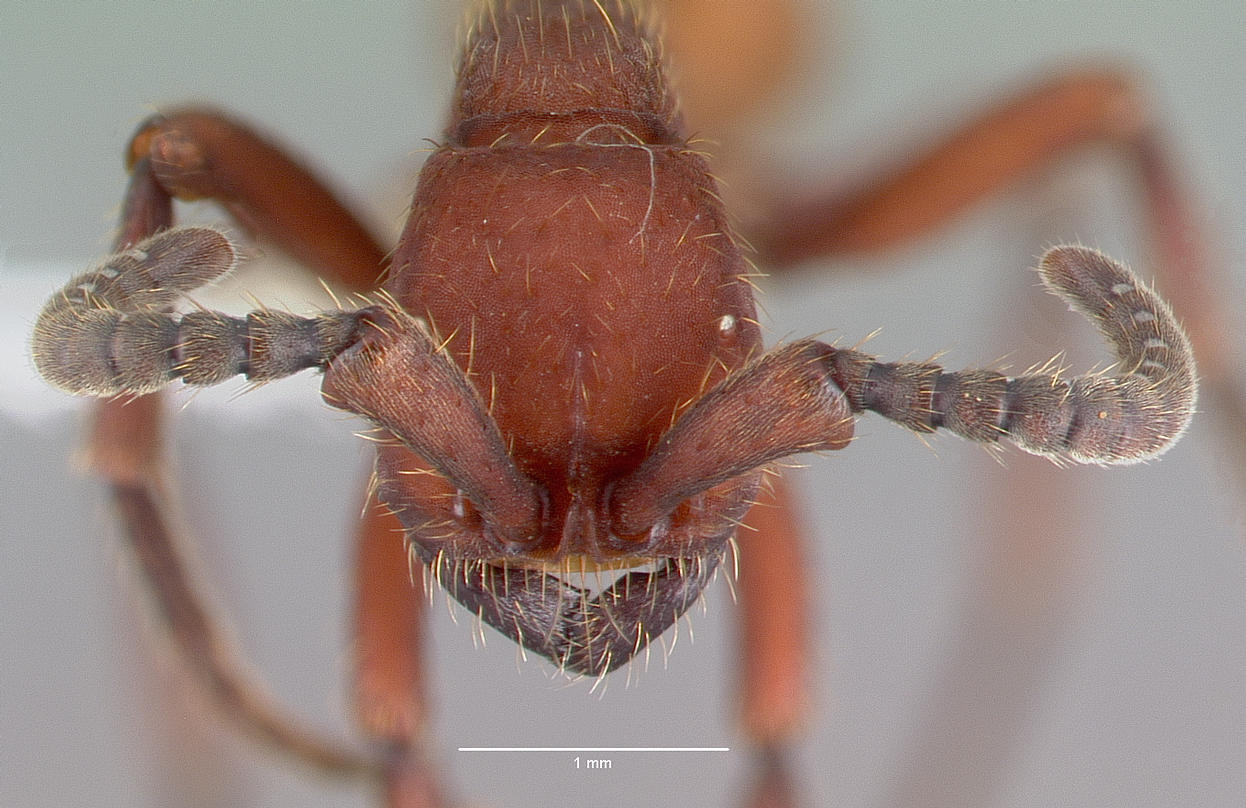